# Mecz Gwiazd PLKK 2011
Mecz Gwiazd – Polska – Gwiazdy FGE 2011 – towarzyski mecz koszykówki rozegrany 13 lutego 2011 roku w hali „Globus”, w Lublinie. W spotkaniu wzięły udział zawodniczki najwyższej klasy rozgrywkowej w Polsce oraz reprezentantki Polski.
Skład podstawowy zespołu gwiazd został wybrany poprzez głosowanie fanów. Pięć zawodniczek rezerwowych wybrali trenerzy. Dwie ostatnie zawodniczki, Samanthę Richards (KSSSE AZS PWSZ Gorzów Wlkp.) i Bernice Mosby (PTS Lider Pruszków) wybrał Zarząd PLKK.
Z powodów zdrowotnych w drużynie gwiazd nie wystąpiły: Veronika Bortelová (Energa Toruń), Samantha Richards (KSSSE AZS PWSZ Gorzów Wielkopolski), Jelena Leuczanka (Wisła Can-Pack Kraków). W ich miejsce zaproszono Sharnee Zoll (CCC Polkowice) i Brittany Denson (Matizol Lider Pruszków).
Zawodniczki rezerwowe kadry Polski, które nie wystąpiły w spotkaniu:
- Weronika Idczak (INEA AZS Poznań), Agnieszka Majewska, Anna Pietrzak (CCC Polkowice), Izabela Piekarska (KSSSE AZS PWSZ Gorzów Wlkp.), Olivia Tomiałowicz (Lotos Gdynia).

Do konkursu rzutów za 3 punkty przystąpiły Do konkursu rzutów Erin Phillips i Laurie Koehn z drużyny gwiazd FGE oraz Elżbieta Mowlik i Alicja Bednarek z reprezentacji Polski. Tytuł wywalczyła Koehn, pokonując w finale Phillips.
- MVP – Jelena Maksimović (Gwiazdy)
- Zwyciężczyni konkursu rzutów za 3 punkty – Laurie Koehn (Gwiazdy)

## Statystyki spotkania
- Sędziowie: Marcin Kowalski, Robert Aleksandrowicz i Mariusz Adameczek[3]
- Trener kadry Polski: Dariusz Maciejewski
- Trener drużyny gwiazd: Elmedin Omanić (Energa Toruń), asystent: Adam Ziemiński (Artego Bydgoszcz)

pogrubienie – oznacza zawodniczkę składu podstawowego
| Polska – 87                                   | Polska – 87                                   | Polska – 87                                   | 90 – Gwiazdy FGE                              | 90 – Gwiazdy FGE                              | 90 – Gwiazdy FGE                              | 90 – Gwiazdy FGE                              |                                               |
| Wyniki Kwart – 19:21, 19:19, 27:22,17:20, 5:8 | Wyniki Kwart – 19:21, 19:19, 27:22,17:20, 5:8 | Wyniki Kwart – 19:21, 19:19, 27:22,17:20, 5:8 | Wyniki Kwart – 19:21, 19:19, 27:22,17:20, 5:8 | Wyniki Kwart – 19:21, 19:19, 27:22,17:20, 5:8 | Wyniki Kwart – 19:21, 19:19, 27:22,17:20, 5:8 | Wyniki Kwart – 19:21, 19:19, 27:22,17:20, 5:8 | Wyniki Kwart – 19:21, 19:19, 27:22,17:20, 5:8 |
| Zawodnik                                      | Klub                                          | Pkt                                           | Zawodnik                                      | Kraj                                          | Klub                                          | Pkt                                           |                                               |
| --------------------------------------------- | --------------------------------------------- | --------------------------------------------- | --------------------------------------------- | --------------------------------------------- | --------------------------------------------- | --------------------------------------------- | --------------------------------------------- |
| Justyna Żurowska                              | KSSSE AZS PWSZ Gorzów Wlkp.                   | 4                                             | Sharnee Zoll                                  | Stany Zjednoczone                             | CCC Polkowice                                 | 5                                             |                                               |
| Ewelina Kobryn                                | Wisła Can-Pack Kraków                         | 22                                            | Stephanie Raymond                             | Stany Zjednoczone                             | Artego Bydgoszcz                              | 6                                             |                                               |
| Agnieszka Skobel                              | KSSSE AZS PWSZ Gorzów Wlkp.                   | 5                                             | Alicia Gladden                                | Stany Zjednoczone                             | Energa Toruń                                  | 8                                             |                                               |
| Magdalena Leciejewska                         | Wisła Can-Pack Kraków                         | 4                                             | Erin Phillips                                 | Australia                                     | Wisła Can-Pack Kraków                         | 14                                            |                                               |
| Paulina Pawlak                                | Wisła Can-Pack Kraków                         | 2                                             | Amisha Carter                                 | Stany Zjednoczone                             | CCC Polkowice                                 | 8                                             |                                               |
| Elżbieta Mowlik                               | INEA AZS Poznań                               | 13                                            | Jelena Maksimović                             | Serbia                                        | Energa Toruń                                  | 16                                            |                                               |
| Agnieszka Szott                               | Artego Bydgoszcz                              | 20                                            | Bernice Mosby                                 | Stany Zjednoczone                             | PTS Lider Pruszków                            | 10                                            |                                               |
| Marta Jujka                                   | Lotos Gdynia                                  | 11                                            | Monica Wright                                 | Stany Zjednoczone                             | Lotos Gdynia                                  | 6                                             |                                               |
| Katarzyna Dźwigalska                          | KSSSE AZS PWSZ Gorzów Wlkp.                   | 0                                             | Laurie Koehn                                  | Stany Zjednoczone                             | Utex ROW Rybnik                               | 7                                             |                                               |
| Joanna Czarnecka                              | Super-Pol Tęcza Leszno                        | 2                                             | Brittany Denson                               | /                                             | Matizol Lider Pruszków                        | 4                                             |                                               |
| Katarzyna Krężel                              | Wisła Can-Pack Kraków                         | 4                                             | Milka Bjelica                                 | Czarnogóra                                    | Lotos Gdynia                                  | 6                                             |                                               |
| Alicja Bednarek                               | Matizol Lider Pruszków                        | 0                                             |                                               |                                               |                                               |                                               |                                               |